# Palazzo Tolomei (Siena)
Il palazzo Tolomei è un edificio storico di Siena, situato nell'omonima piazza, lungo il percorso dei Banchi di Sopra.

## Storia e descrizione

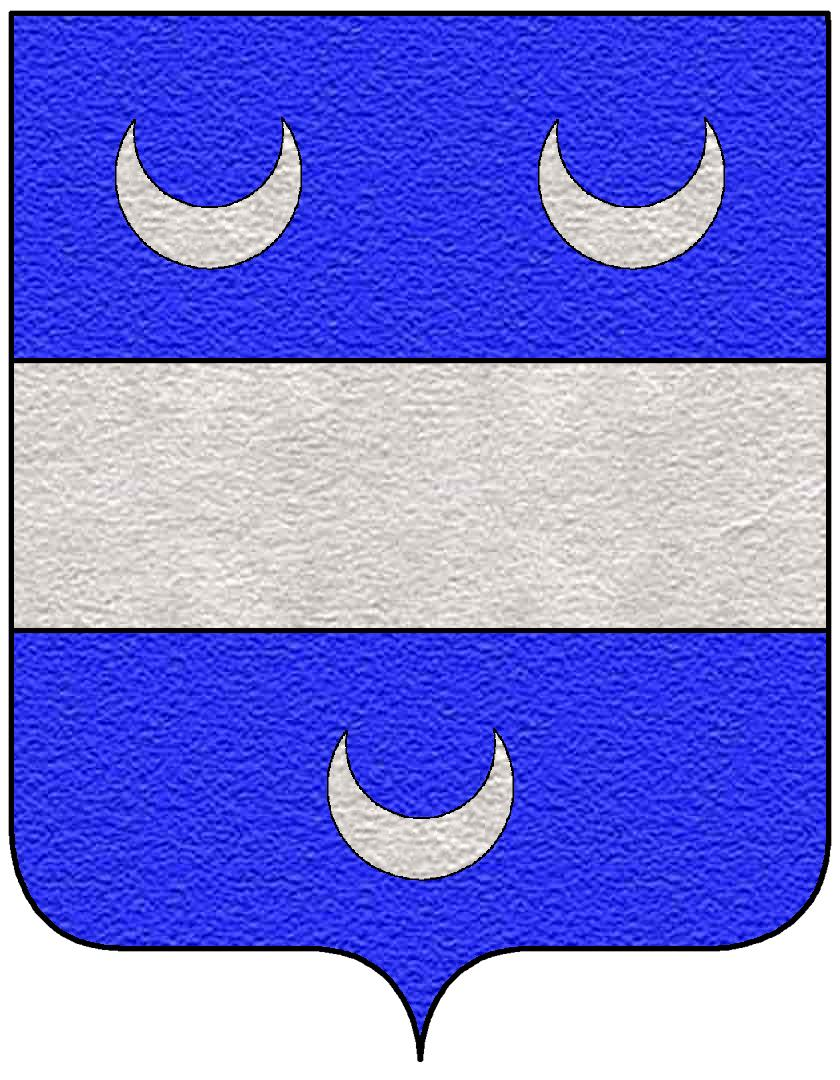
Stemma dei Tolomei

La nota famiglia senese s'insediò in Italia a seguito della venuta di Carlo Magno e, nella città toscana, fu tra le prime a distinguersi nell'arte del cambio, divenendo una potente famiglia di banchieri, proprietari di torri e castelli nei territori tra la Montagnola Senese e la Maremma.

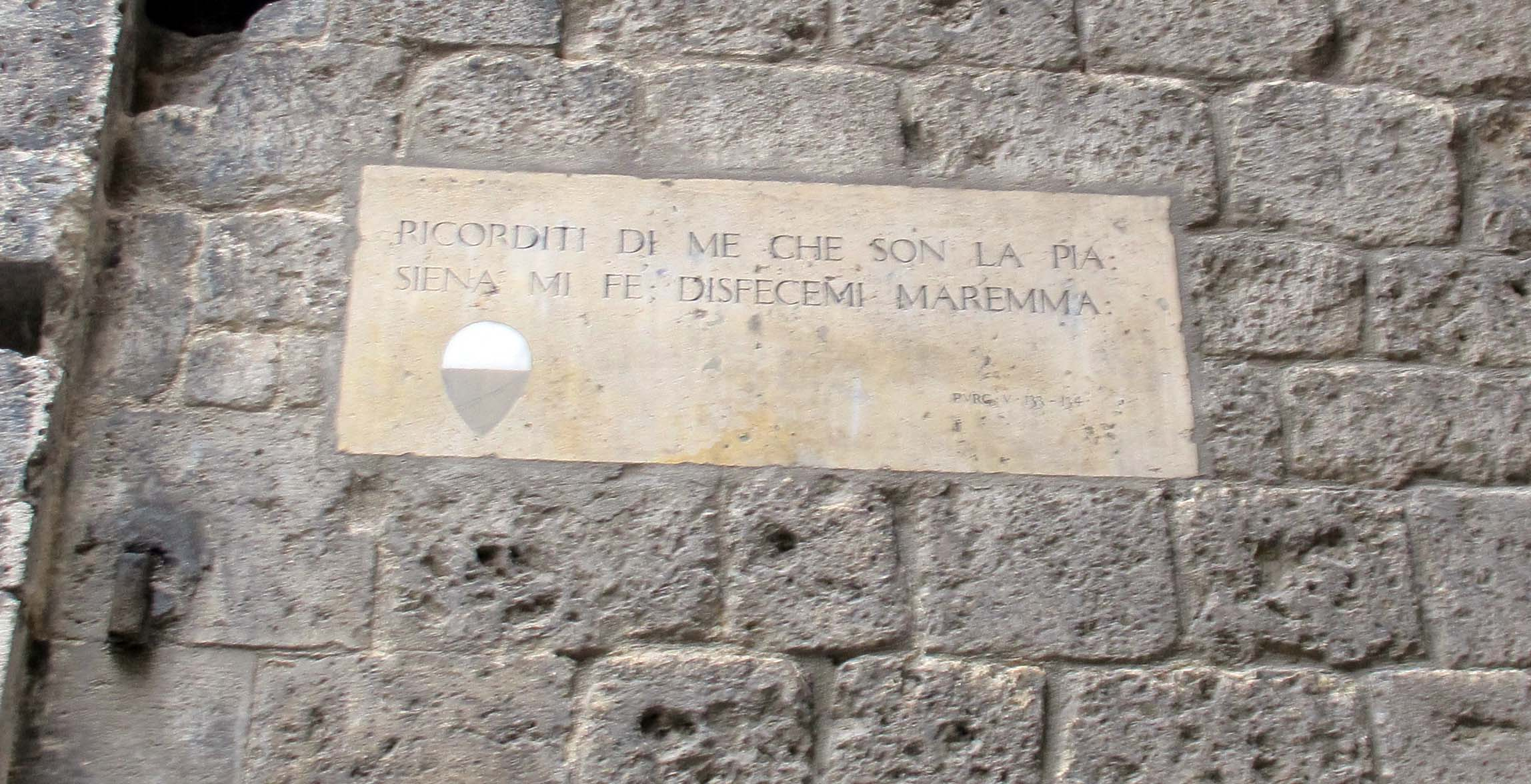
Targa sul palazzo (Purgatorio V, vv. 133-134)

In questa zona  di Siena, all'epoca fuori dalle mura, la famiglia possedeva nell'XI e XII secolo un castellare, che ne testimonia la già raggiunta ricchezza. Il primo palazzo fu edificato a partire da prima del 1205; data che ne fa la più antica residenza privata sopravvissuta a Siena, sebbene poi venisse rifatto nei soli piani superiori dopo il 1267, in seguito alla distruzione quasi completa dell'edificio ad opera dei Ghibellini. La ricostruzione fu eseguita fra 1270 e 1275. Nel 1277 la residenza dei Tolomei subì un incendio, che però non compromise il palazzo, che oggi è frutto di un restauro del 1971 e sede della Cassa di Risparmio di Firenze.
La facciata in pietra grigia del palazzo rivela le sue linee tipicamente duecentesche, con due piani molto distanziati, divisi da cordoni di ricorso e alleggeriti da due file di cinque eleganti bifore, sormontate da archetti acuti e occhi trilobi.
Nel salone sono ricomposti frammenti architettonici recuperati durante gli ultimi lavori di ripristino.